# Château de Watermouth
Le château de Watermouth est un bâtiment situé à Watermouth, près d'Ilfracombe, dans le nord du Devon, en Angleterre, conçu par George Wightwick comme résidence de la famille Bassett au milieu du XIXe siècle. Il ne s'agit pas d'un véritable château mais d'une maison de campagne construite pour en ressembler. Il est désigné bâtiment classé Grade II*.
Situé près de la rive de la crique de Watermouth, près d'Ilfracombe, dans le Devon, le château abrite une collection d'antiquités victoriennes centrée sur des outils domestiques et des machines de divertissement, un parc à thème. 

## Histoire

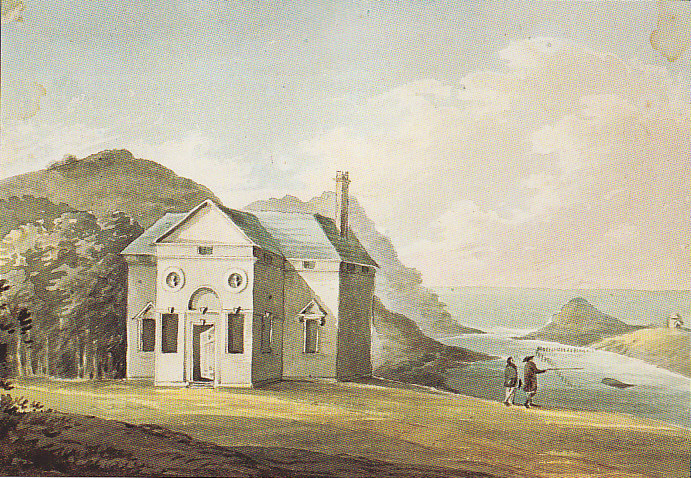
"Siège de Watermouth dessinée par John Swete, avant démolition et remplacement par le château de Watermouth

Le château est construit par Joseph Davie Bassett (1764-1846), fils de John Davie (décédé en 1793) d'Orleigh Court, Buckland Brewer et de son épouse Eleanora Basset de Heanton Court, Heanton Punchardon. Après que sa mère soit devenue l'unique héritière de son frère sans enfant Francis Basset (décédé en 1802), Joseph Davie adopte le nom Bassett au lieu de son patronyme et prend les armoiries Bassett. Il vend Orleigh en 1807 et construit le château de Watermouth comme résidence principale.
Le topographe du Devon, John Swete, visite Watermouth, avant la construction du château géorgien, dans le cadre de son voyage en 1796, et est reçu par M. Davie. Il peint la maison palladienne qui se trouvait alors sur le site et consigne la visite dans son journal.
En 1908, Edith Bassett Bassett (1862-1943) (née Edith Basset Williams), mariée au capitaine Ernest Charles Penn Curzon (1856-1938) hérite du château. Pendant la Première Guerre mondiale, elle commence à vendre les anciennes terres des Basset. Le château de Watermouth est utilisé comme hôpital militaire pendant la Première Guerre mondiale et, dans les années 1920, elle commence à vendre les fermes et les cottages de Berrynarbor. En 1942, elle vend la plupart du contenu du château de Watermouth.
Le château passe entre les mains de nombreux propriétaires et spéculateurs immobiliers, mais est finalement acheté par Keith Wickenden (1932-1983), député conservateur de Dorking South et homme d'affaires. Il est tué dans un accident d'avion léger près de l'aéroport de Shoreham en 1983.
Le château de Watermouth est acheté à Wickenden en 1977 par Richard L. Haines de Market Deeping, Cambridgeshire et son épouse. Le prix payé pour le château et 60 acres est de 50 000 £. Le château est transformé en centre de divertissement, géré par la famille Haines (en particulier les fils de Richard, Antonie et Jonathan) jusqu'en 2023, date à laquelle les propriétaires de Hobbledown « The Escapade Group » reprennent le parc.
|                 |
| baie et château |

|        |
| Entrée |

|                  |
| Watermouth Cove, |

|            |
| le château |